# RSVCD
RSVCD (kurz für RoBa-SVCD von Robshot & Bach) ist eine Methode zum Enkodieren von MPEG-2-Dateien, die eine vorgegebene Mindestqualität gewährleistet und gleichzeitig durch variable Bitratenkodierung den zur Verfügung stehenden Speicherplatz optimal ausnutzt.
Die RSVCD ist zum SVCD-Standard konform.